# 孫士漢
孫士漢（?—?），隋朝末年唐朝初年楚帝沈法兴的部下。
大业末年，东阳变民首领楼世干袭击吴兴郡，隋炀帝让吴兴郡守沈法兴与太仆丞元祐讨伐。孙士汉在元祐麾下。大业十四年（618年）宇文化及于江都弑隋炀帝，沈法兴与孙士汉、陈果仁抓住元祐。以诛宇文化及为名，三月，在东阳起兵，攻下余杭郡、乌程，杀毗陵郡通守路道德，据毗陵郡城。攻陷齐郡贼帅乐伯通据守的丹阳，于是占据江表十余郡，自署江南道总管。上表皇泰主杨侗，自称大司马、录尚书事、天门公。以陈果仁为司徒，孙士汉为司空，蒋元超为尚书左仆射，殷芊为尚书左丞，徐令言为尚书右丞，刘子翼为选部侍郎，李百药为府掾。唐高祖武德二年（619年）杨侗被废后，沈法兴称梁王，建元延康。